# Combat de taureau
Combat de taureau  est une huile sur toile réalisée par Édouard Manet entre 1865 et 1866 avec une signature posthume b.d.Manet, actuellement conservée au musée d'Orsay à Paris. 
Elle a été réalisée par le peintre après un voyage en Espagne en 1865. Elle fait partie des œuvres hispanisantes de Manet dans une période qui va de 1862 à 1867 au cours de laquelle l'artiste a peint plusieurs toiles sur le thème de la corrida. 
Admiré et soutenu par Charles Baudelaire, et Émile Zola, il a été si vivement attaqué par d'autres critiques qu'il a conservé ses tableaux dans son atelier jusqu'à ce qu'en 1872 les frères Goncourt lui rendent hommage.

## Manet et la corrida
Le 14 septembre 1865, Manet écrit à Baudelaire : 

« Un des plus beaux, des plus curieux, et des plus terribles spectacles que l'on puisse voir, c'est une corrida. J'espère, à mon retour, mettre sur la toile l'aspect brillant, papillotant et en même temps dramatique de la corrida à laquelle j'ai assisté. »

 Sur ce même thème, il a aussi exécuté Le Matador saluant, L'Homme mort  et La Corrida, cette dernière œuvre étant l'autre  morceau découpé de L'Épisode d’une course de taureaux (1865/1866) dont est également tiré L'Homme mort.
Fortement impressionné par le spectacle des arènes, Manet précise, dans une lettre à Zacharie Astruc, le 17 septembre 1865, qu'il compte : « mettre sur la toile l'aspect rapide de cet assemblage de monde tout bariolé, sans oublier la partie dramatique, picador et cheval renversés, labourés par les cornes du taureau furieux, et l'armée de chulos cherchant à écarter l'animal. »

## Technique et inspiration
Lorsqu'il s'attaque au Combat de taureau, le peintre a déjà réalisé d'autres œuvres sur le thème de la course de taureau (Mlle V. en costume d'espada et Épisode d’une course de taureaux) mais il n'a pas encore visité l'Espagne. C'est à son retour de voyage, en 1865, que Manet  commence à réaliser le Combat dans son atelier de Paris, rue Guyot (aujourd'hui rue Médéric).
Il est possible qu'il ait utilisé à la fois des croquis faits sur place en Espagne (on ne les a pas retrouvés à l'exception d'une aquarelle), mais aussi des gravures de La Tauromachie de Francisco de Goya qu'il possédait. Manet vouait une grande admiration au peintre espagnol.
Combat de taureau fait partie d'une série de trois tableaux dont le plus grand format est conservé au musée d'Orsay. Celui conservé à l'Art Institute of Chicago présente la dernière phase du combat avec le cheval couché à terre, mort. Il existe aussi une autre esquisse plus petite qui montre le taureau en train de charger.
Mais ni dans les esquisses, ni dans ce tableau-ci, Manet n'a mis en scène le moment le plus dramatique de la corrida : la mise à mort du taureau. Manet a été sensible au spectacle coloré, à la foule, mais il semble avoir oublié ce qu'il annonçait dans sa lettre à Zacharie Astruc : « mettre sur la toile l'aspect rapide de cet assemblage de monde tout bariolé, sans oublier la partie dramatique », c'est-à-dire le moment le plus violent de la corrida.
Les attaques de la critique ont été virulentes sur ce tableau que personne ne comprenait à l'exception de Charles Baudelaire et Fantin-Latour qui lui prédisaient un grand avenir. Mais les opposants, loin de désarmer, s'acharnaient, à faire de bons mots  ou à tourner Manet en dérision : « Joujoux espagnols accommodés à la sauce noire par Monsieur Manet y Courbetos y Zurbaran de las Batignollas ». Edmond About, (cité par Sophie Monneret) qualifie même le tableau de « torero en bois tué par un rat" »

## Historique du parcours du tableau
Françoise Cachin détaille le cheminement du tableau depuis sa vente par Édouard Manet à Pertuiset, l'un de ses amis dont il a fait le portrait (Portrait de M. Pertuiset, le chasseur de lions) : Pertuiset le revend à Paul Durand-Ruel pour 1 200 fr, qui le revend à son tour à la baronne Goldschmidt-Rothschild de Berlin, laquelle s'installe à Paris à la fin des années 1930. La toile est entrée dans les collections des musées nationaux en 1976 par dation en paiement des droits de succession avec la participation de la Société des amis du Louvre.